# Сюри (Шаранта)
Сюри́ (фр. Suris) — коммуна во Франции, находится в регионе Пуату — Шаранта. Департамент — Шаранта. Входит в состав кантона Шабане. Округ коммуны — Конфолан.
Код INSEE коммуны — 16376.

## География
Коммуна расположена приблизительно в 360 км к югу от Парижа, в 85 км южнее Пуатье, в 45 км к северо-востоку от Ангулема.
С юга на север через территорию коммуны протекает река Шаранта.

## Население
Население коммуны на 2008 год составляло 277 человек.
| 1962 | 1968 | 1975 | 1982 | 1990 | 1999 | 2008 |
| ---- | ---- | ---- | ---- | ---- | ---- | ---- |
| 407  | 365  | 329  | 311  | 285  | 272  | 277  |

## Администрация
| Период | Период | Фамилия      | Партия | Примечания |
| ------ | ------ | ------------ | ------ | ---------- |
| 1983   | 1989   | Ролан Дюпи   |        |            |
| 1989   | 2012   | Бернар Бурго |        | фермер     |
| 2012   | 2014   | Жак Дюпи     |        |            |

## Экономика
Основу экономики составляет сельское хозяйство (разведение крупного рогатого скота и овец).
В 2007 году среди 191 человека в трудоспособном возрасте (15—64 лет) 131 были экономически активными, 60 — неактивными (показатель активности — 68,6 %, в 1999 году было 72,1 %). Из 131 активных работали 113 человек (63 мужчины и 50 женщин), безработных было 18 (9 мужчин и 9 женщин). Среди 60 неактивных 11 человек были учениками или студентами, 29 — пенсионерами, 20 были неактивными по другим причинам.

## Достопримечательности
- Приходская церковь Сен-Жени
  - Кафедра (XVIII век). Исторический памятник с 1994 года[3]

## Фотогалерея
- Церковь Сен-Жени
- Интерьер церкви Сен-Жени
- Мэрия
- Древнеримская дорога